# フジテレビ札幌支局
フジテレビ札幌支局（フジテレビさっぽろしきょく）は1970年4月1日から1972年3月31日までフジテレビが北海道全般の取材拠点として北海道札幌市に設置していた支局である。

## 経緯
フジテレビの開局当初は北海道を含む東日本各地を直接取材していたが、1968年以降に各地でUHFテレビ局の新規開局ラッシュが始まってからは、全国ニュースネットワーク（FNN）構想を打ち出し地方局へ積極的に勧誘、ネットワーク内の地方局に取材させようとしたが、開局支援を行い一旦フジテレビ系列局としての開局が内定しながら当時のフジテレビ会長・鹿内信隆の手法に反発して他系列へ流れる局（青森テレビ・テレビ山梨・テレビ高知）や、別に設立された一般番組供給組織（FNS）のみ加盟する局（福島テレビ・テレビ山口）も現れたほか、フジテレビ系列局の設立と開局をする予定を最初から立てていなかった県（岩手県・香川県）やUHFテレビ局の開局すら出来なかった県（鳥取県・徳島県）もあったため、1969年10月1日のFNS発足時には、取材の空白域が生じることとなった。そこでフジテレビは、1970年4月1日よりその取材の空白域に支局を設置（一部は近隣の系列局に空白域取材を委託）して取材を始めた。そのひとつが、本稿で記述している、札幌支局であった。
北海道内ではフジテレビの1959年開局当初、最初の1ヶ月間は北海道放送（HBC）が単独で、4月1日からはHBCとこの日開局した札幌テレビ放送（STV）が共同で、のちにSTVが実質単独に近い形でフジテレビ制作番組をネット放送していた（実質単独に近い形になったのは、ごく僅かな番組のHBCでの放送が継続されていたため）。
しかし、HBCは五社連盟（JNNのJNN協定）に加盟していたため、ニュース番組をネット出来ず、STVは共同テレビニュース社のニュースを放送していたものの、加盟したネットワークはFNSのみで、ニュースネットワークのFNNには加盟しなかった（フジテレビ・産経新聞はHBCの設立母体である北海道新聞と関係が深かったが、STVは競合紙の北海タイムス系列だった）。
また、北海道テレビ放送（HTB）を誘ったが、同局の設立母体だった岩澤コンツェルンが熱心に開局手続きまでバックアップしたNETテレビ中心のネットを選択したため、ネットワークに入れられず（それでもSTVの編成から漏れた一般番組は一部放送した）、やむなくフジテレビが札幌支局を設置して直接取材を行うこととした。
設置から1年後、鹿内の地元である北海道に第4のテレビ局が割り当てられることとなり、その年の暮れ北海道文化放送（UHB）が設立され（設立には北海道新聞も関与）、1972年4月1日に開局した。これにより札幌支局はわずか2年で閉鎖されたが、以降はUHBが北海道内での取材を行っている。

## 札幌支局と同じ理由で設置されたフジテレビの支局
1. フジテレビ青森支局（青森テレビが参加する予定であった）
2. フジテレビ甲府支局（テレビ山梨が参加する予定であった）
3. フジテレビ高知支局（テレビ高知が参加予定であった。高知さんさんテレビ開局により閉鎖。）